# Elaeocarpus
Elaeocarpus ist eine Pflanzengattung in der Familie der Elaeocarpaceae innerhalb der Ordnung der Sauerkleeartigen (Oxalidales). Mit etwa 350 Arten ist es die artenreichste Gattung in der Familie der Elaeocarpaceae. Deutsche Namen für die Gattung sind „Ganiterbäume“ und „Ölfrüchte“. Das Hauptverbreitungsgebiet ist die Paläotropis.

## Beschreibung

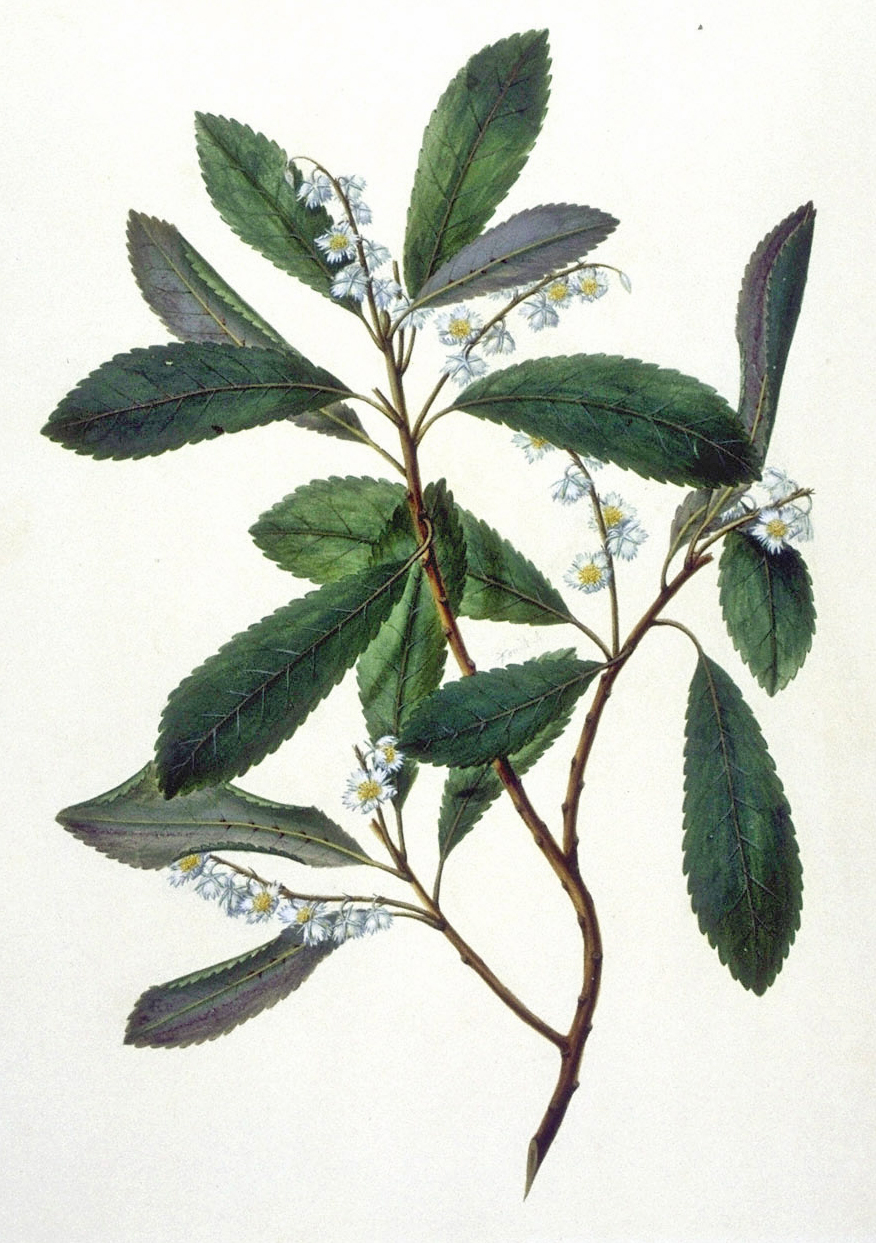
Illustration von Elaeocarpus dentatus

### Erscheinungsbild und Blätter
Die Elaeocarpus-Arten sind verholzende, immergrüne Pflanzen; die meisten Arten wachsen als Bäume, manche auch als Sträucher. Die Laubblätter sind wechselständig oder spiralig an den Zweigen angeordnet. Der Blattstiel ist meist lang und an beiden Enden verdickt. Der Blattrand kann gezähnt oder glatt sein. Die meist linealischen, manchmal auch blattförmigen Nebenblätter fallen meist früh ab, selten sind sie dauerhaft verbleibend.

### Blütenstände und Blüten
Elaeocarpus-Arten bilden seitenständige, traubige Blütenstände. Die zwittrigen Blüten sind vier- oder fünfzählig mit doppelter Blütenhülle. Die vier oder fünf Kelchblätter sind außen flaumig behaart. Es sind vier oder fünf meist freie, weiße Kronblätter vorhanden. Die acht bis 100 Staubblätter besitzen kurze Staubfäden. Der Staubbeutel besitzt zwei Theken. Meist zwei bis sieben Fruchtblätter sind zu einem oberständigen, zwei- bis siebenkammerigen Fruchtknoten verwachsen. Jede Fruchtknotenkammer enthält zwei bis zwölf Samenanlagen. Der Diskus ist meist drüsig fünf- bis zehnlappig, selten ringförmig.

### Früchte und Samen
Die Steinfrüchte besitzen meist ein, selten bis zu fünf Kammern und ein hartes Endokarp. Jede Kammer enthält nur einen Samen. Die Samen enthalten fleischiges Endosperm und einen geraden oder gekrümmten Embryo mit zwei dünnen Kotyledonen.

## Verbreitung
Die Vorkommen der Gattung Elaeocarpus erstrecken sich von Madagaskar über Südasien und die Inselwelt des Indischen Ozeans östlich nach Ostasien und Südostasien sowie Australien und Ozeanien bis nach Hawaii. Die größte Artenvielfalt findet sich auf den Inseln Borneo und Neuguinea.
Die meisten Arten sind in tropischen bis subtropischen Regenwäldern heimisch; die am weitesten nach Süden in die gemäßigte Klimazone vordringende Art ist Elaeocarpus reticulatus im südöstlichen Australien.

## Systematik
Der schwedische Botaniker Carl von Linné stellte die Gattung Elaeocarpus mit der Typusart Elaeocarpus serratus L. in seinem 1753 veröffentlichten Werk Species plantarum, 1, S. 515. Synonyme für Elaeocarpus L. sind Acronodia Blume, Dicera J.R.Forst. & G.Forst., Ganitrus Gaertner und Monocera Jack.

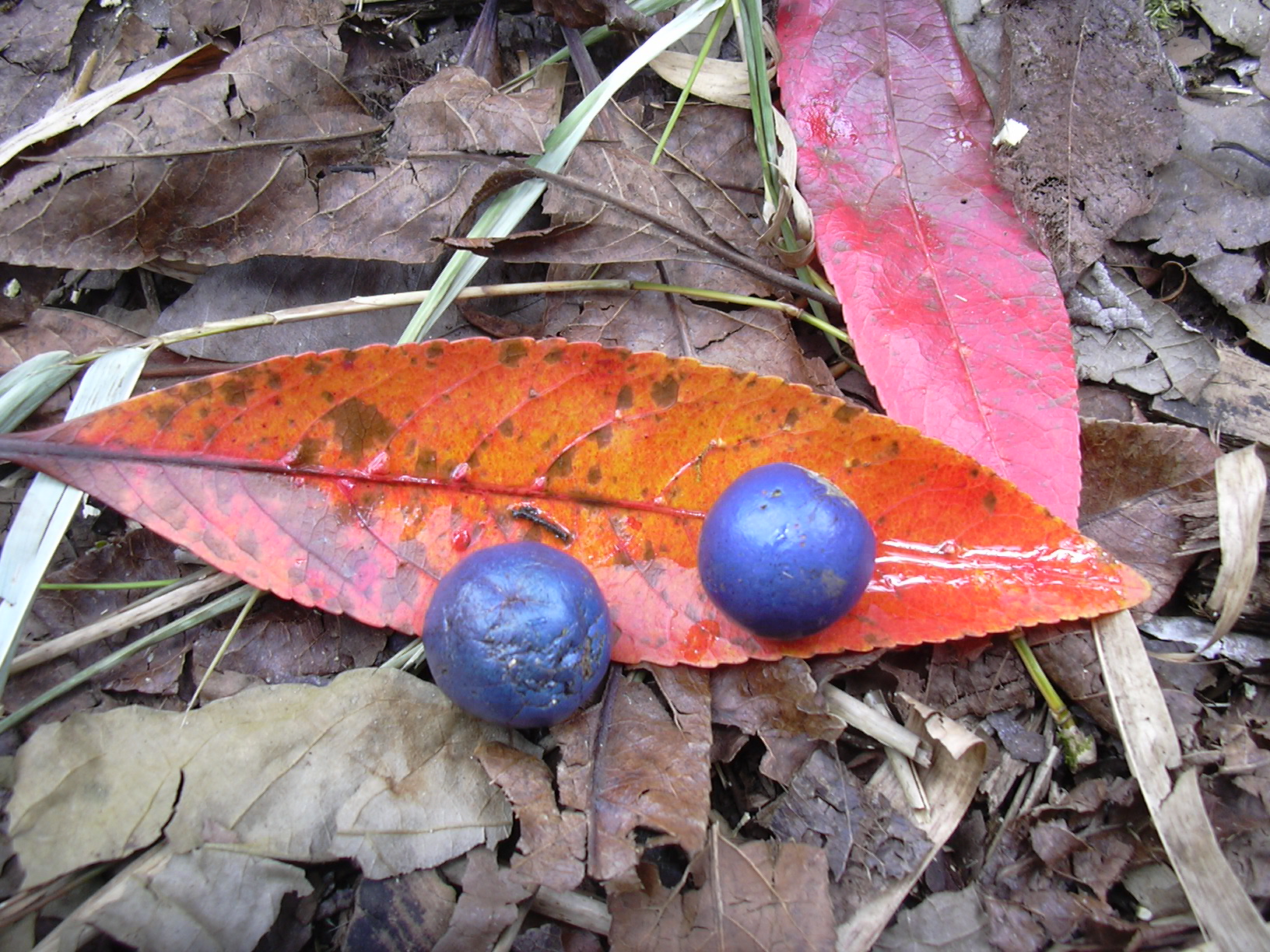
Blaue Steinfrüchte und gefärbtes Laub von Elaeocarpus angustifolius

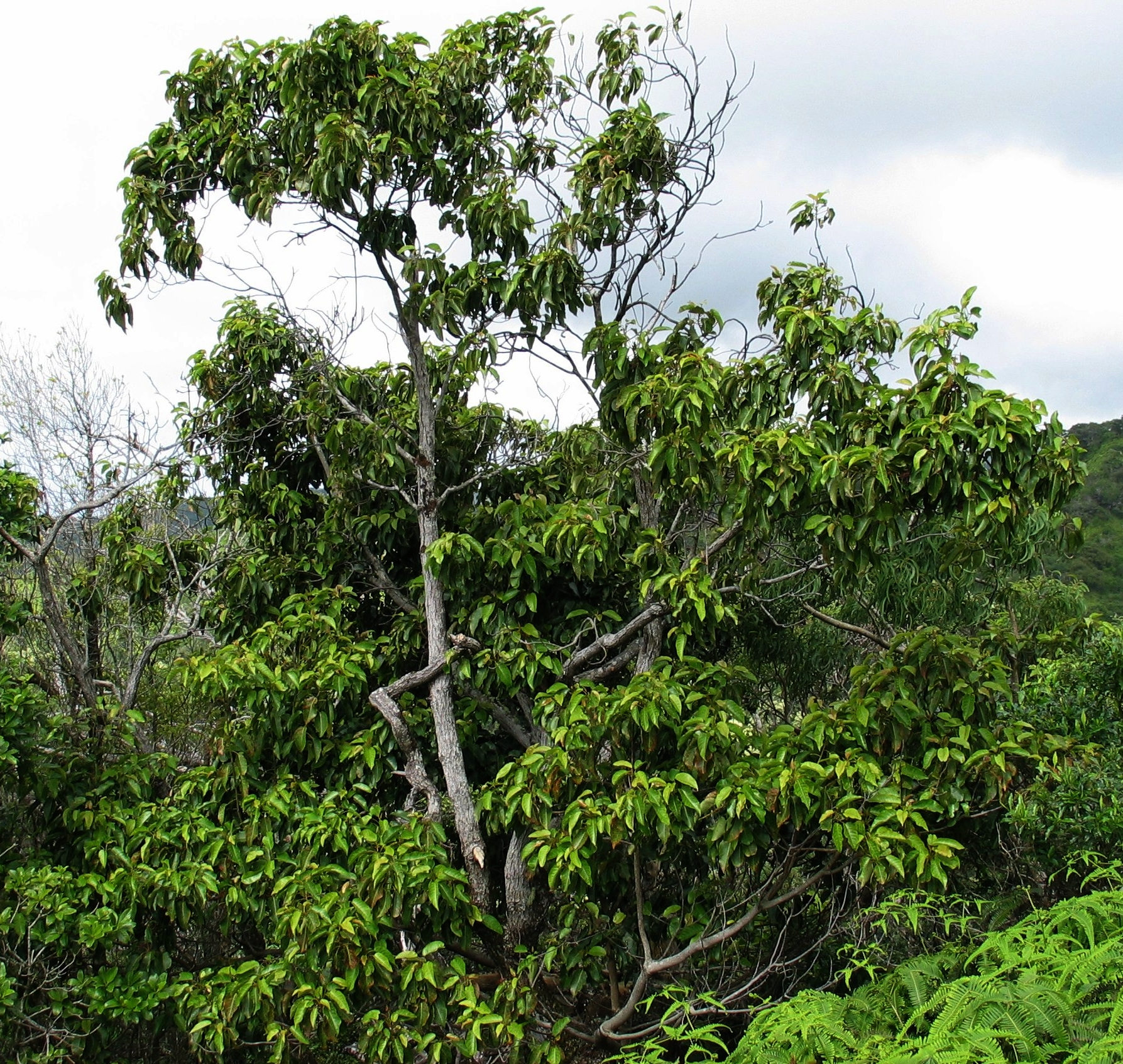
Elaeocarpus bifidus

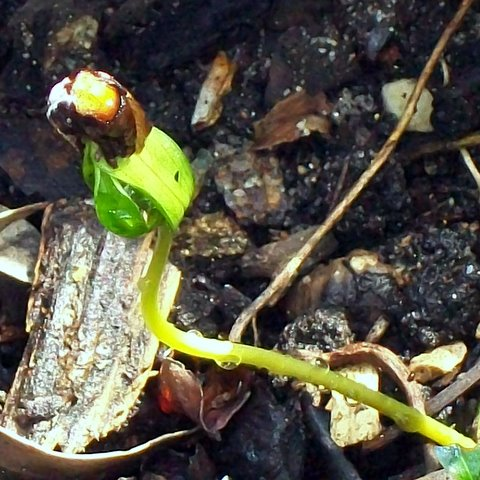
Sämling von Elaeocarpus eumundii

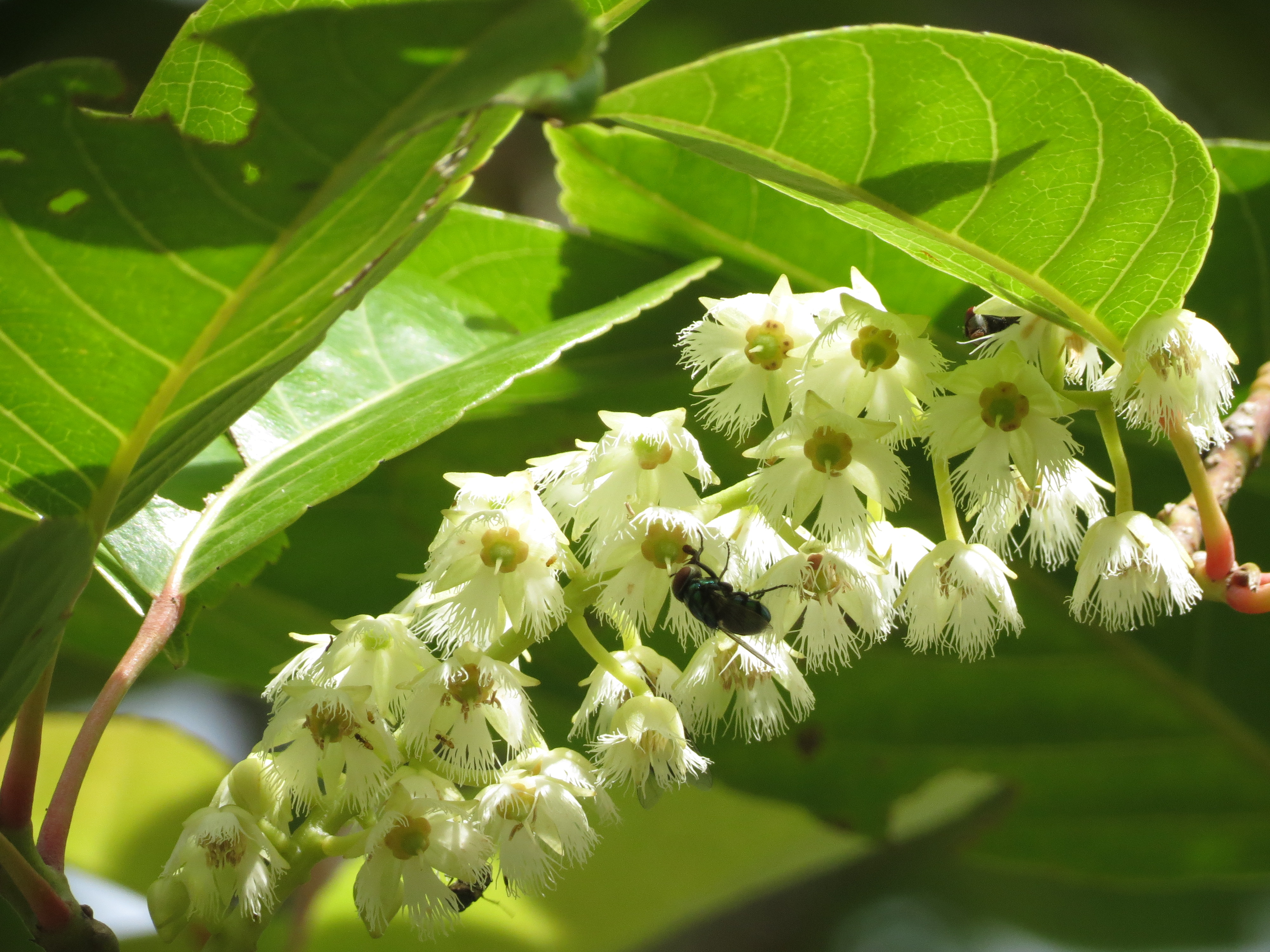
Elaeocarpus floribundus

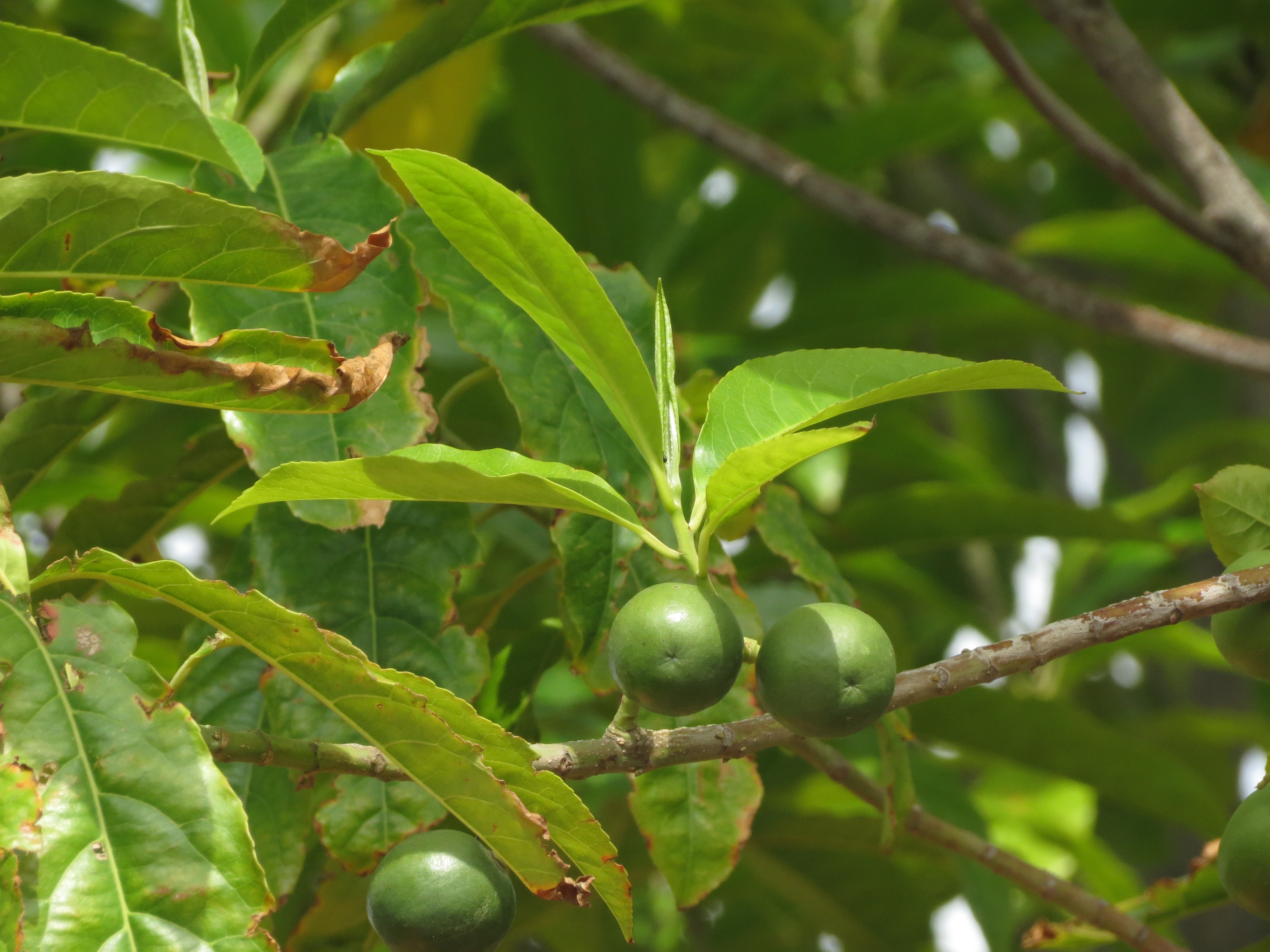
Elaeocarpus ganitrus

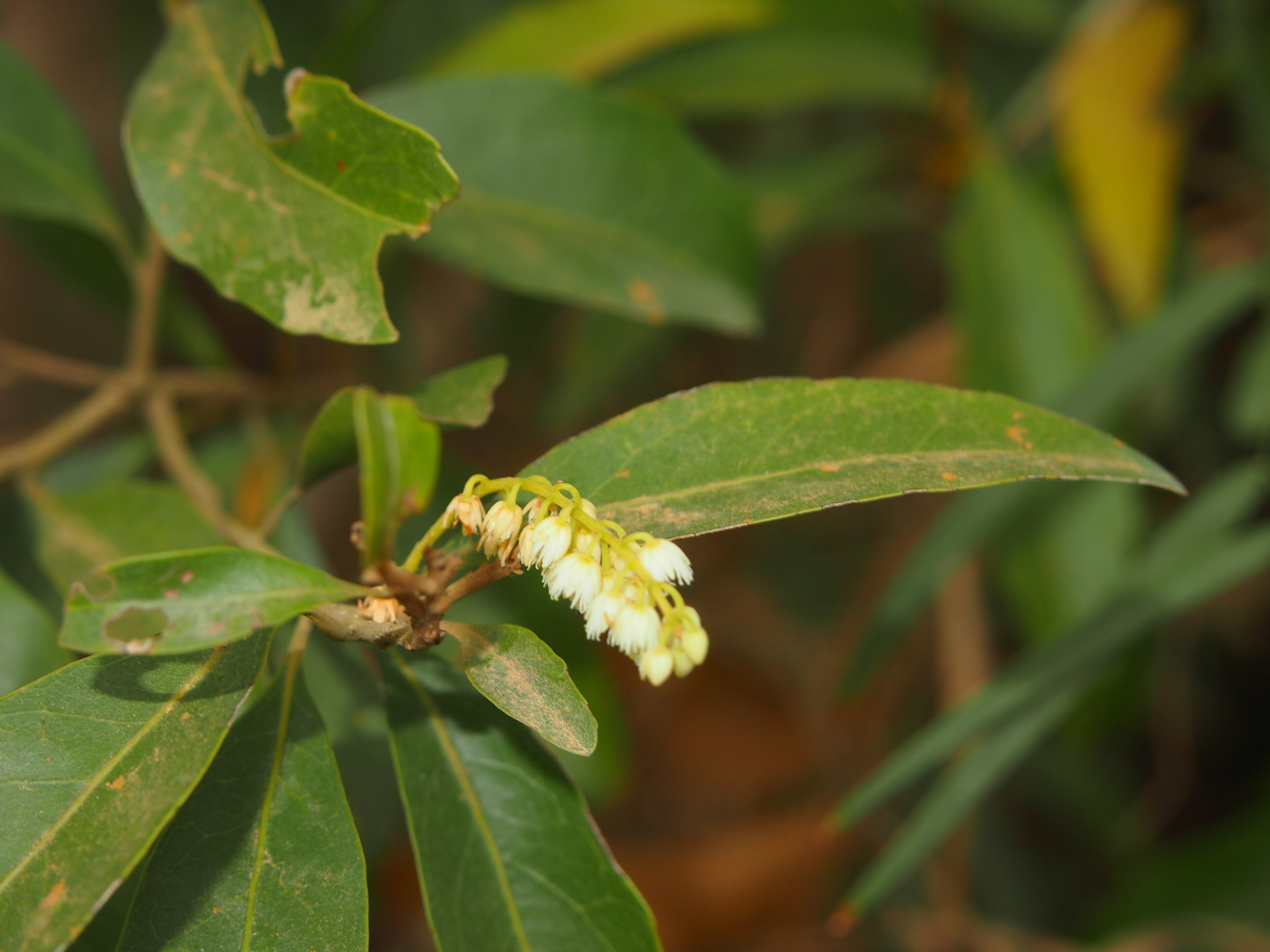
Elaeocarpus grandis

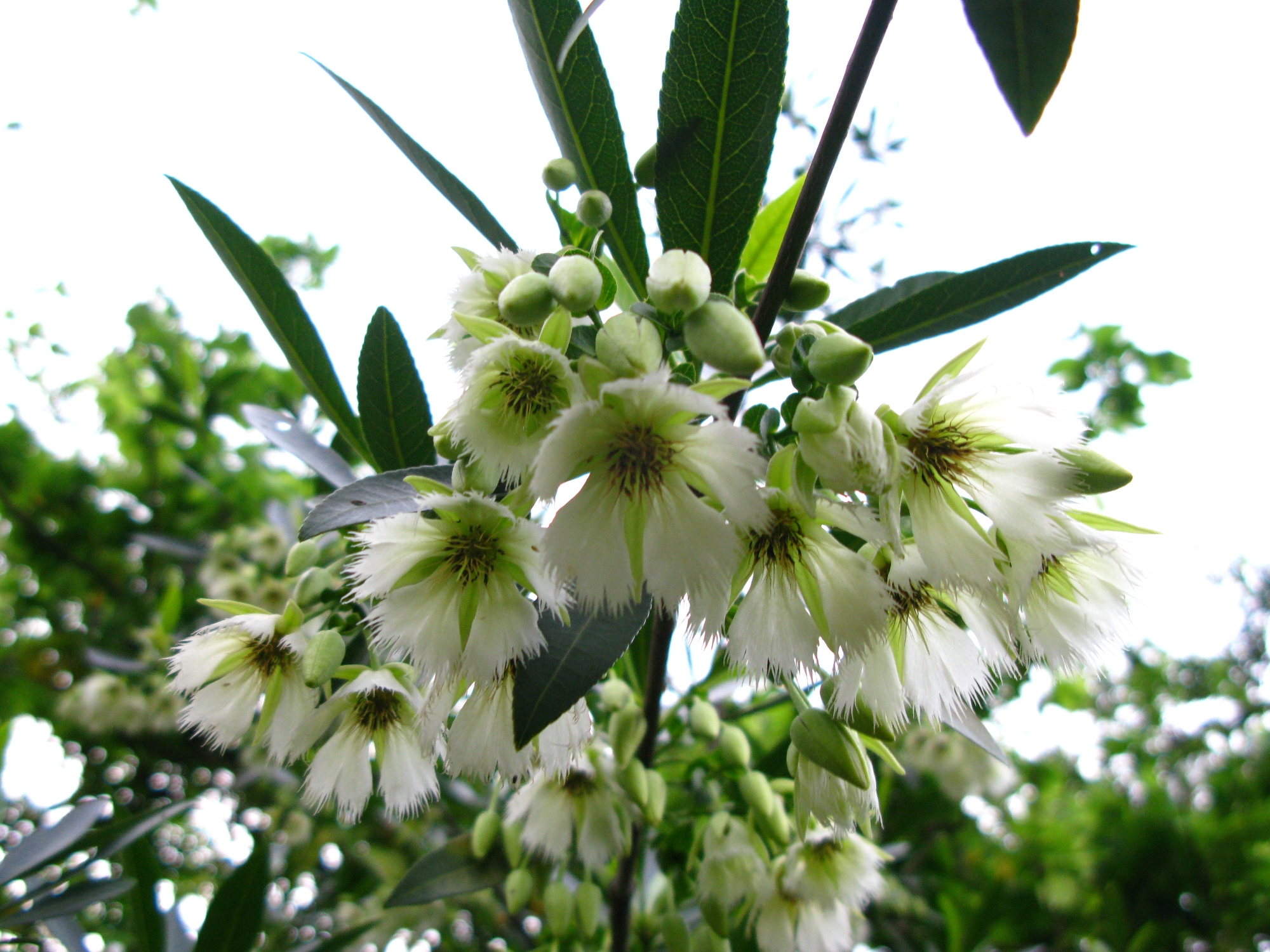
Blüten von Elaeocarpus hainanensis

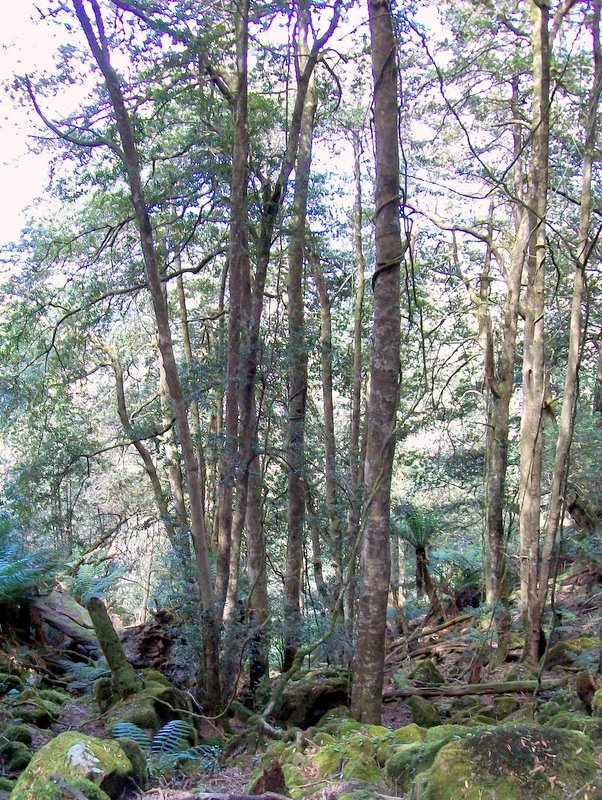
Elaeocarpus holopetalus

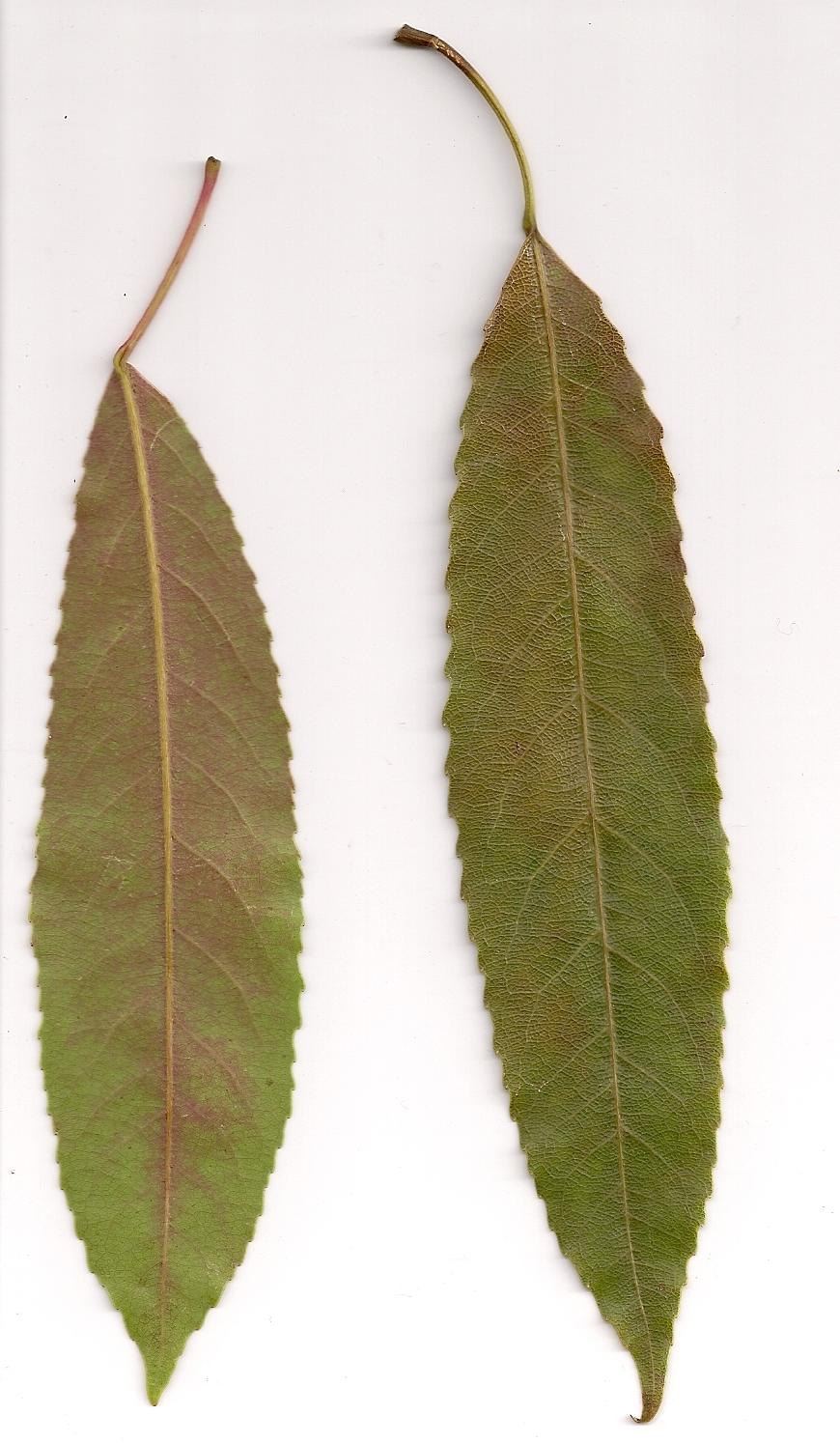
Blattuntseite und -oberseite von Elaeocarpus kirtonii

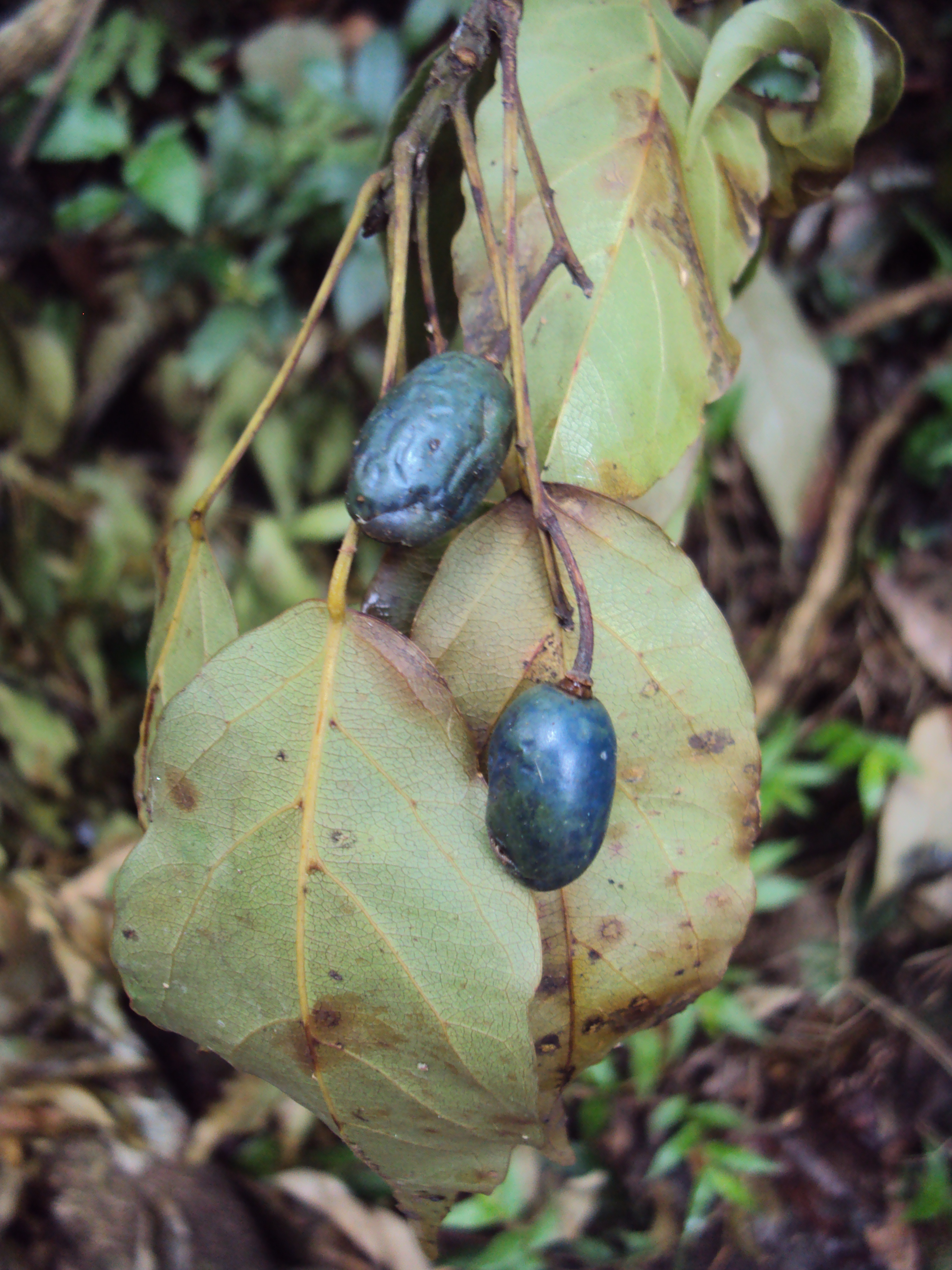
Elaeocarpus munronii

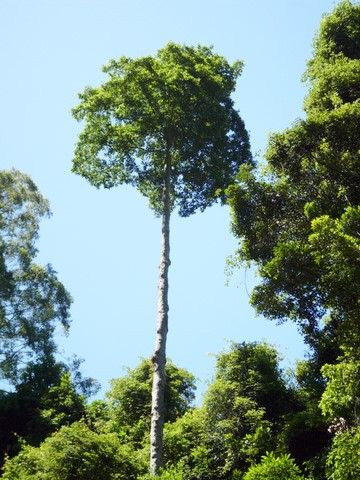
Elaeocarpus obovatus

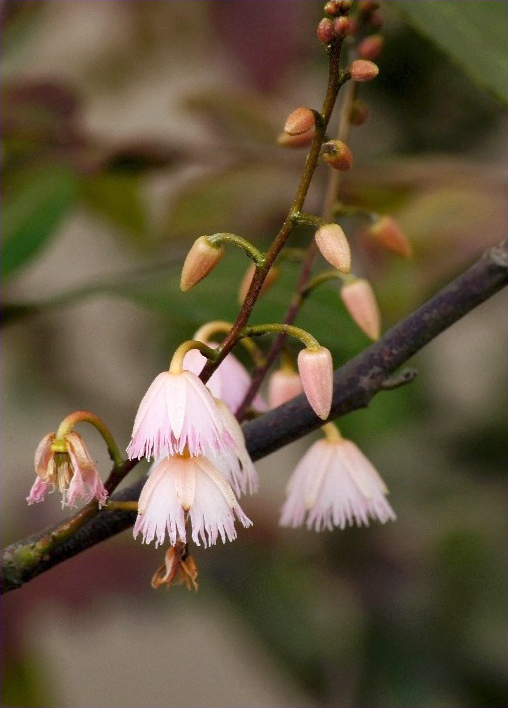
Elaeocarpus reticulatus

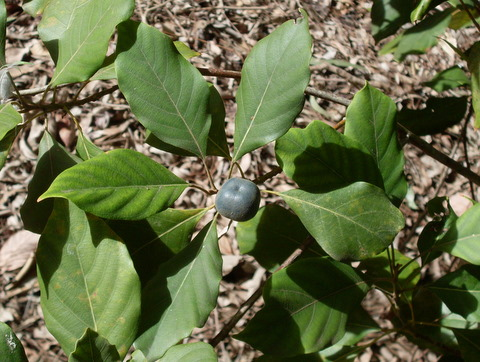
Blaue Steinfrucht und Laubblätter von Elaeocarpus sedentarius

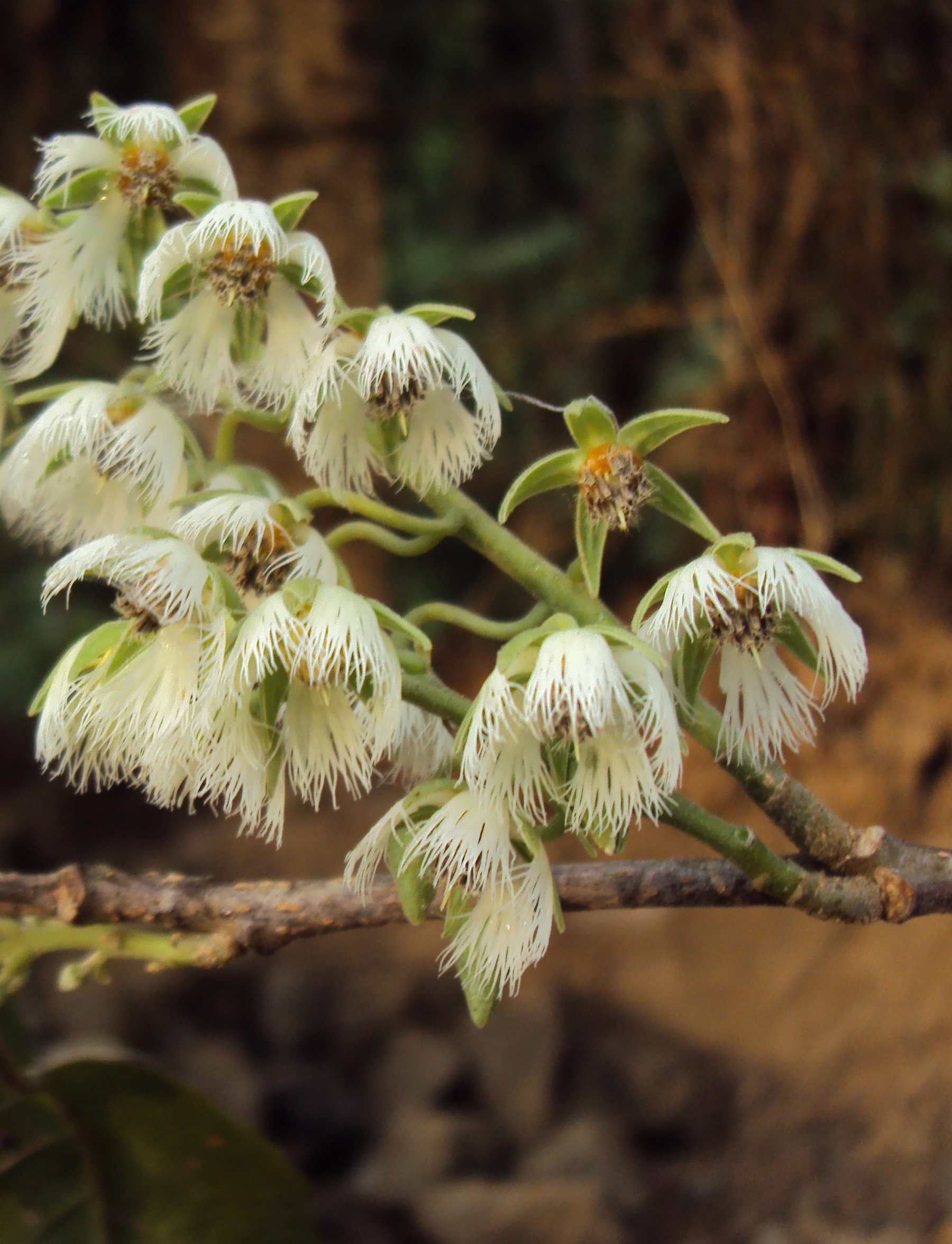
Elaeocarpus serratus

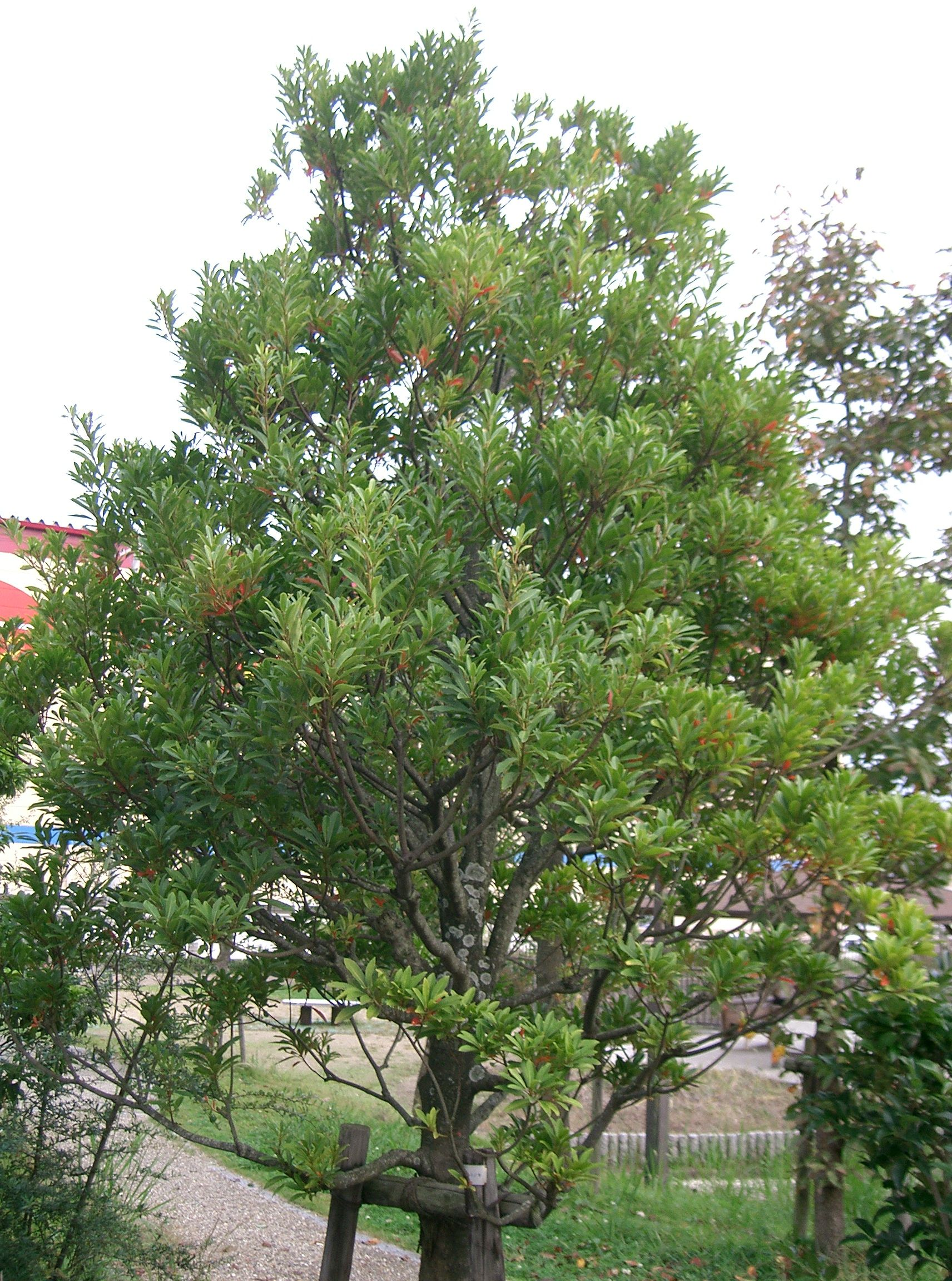
Habitus von Elaeocarpus sylvestris var. ellipticus

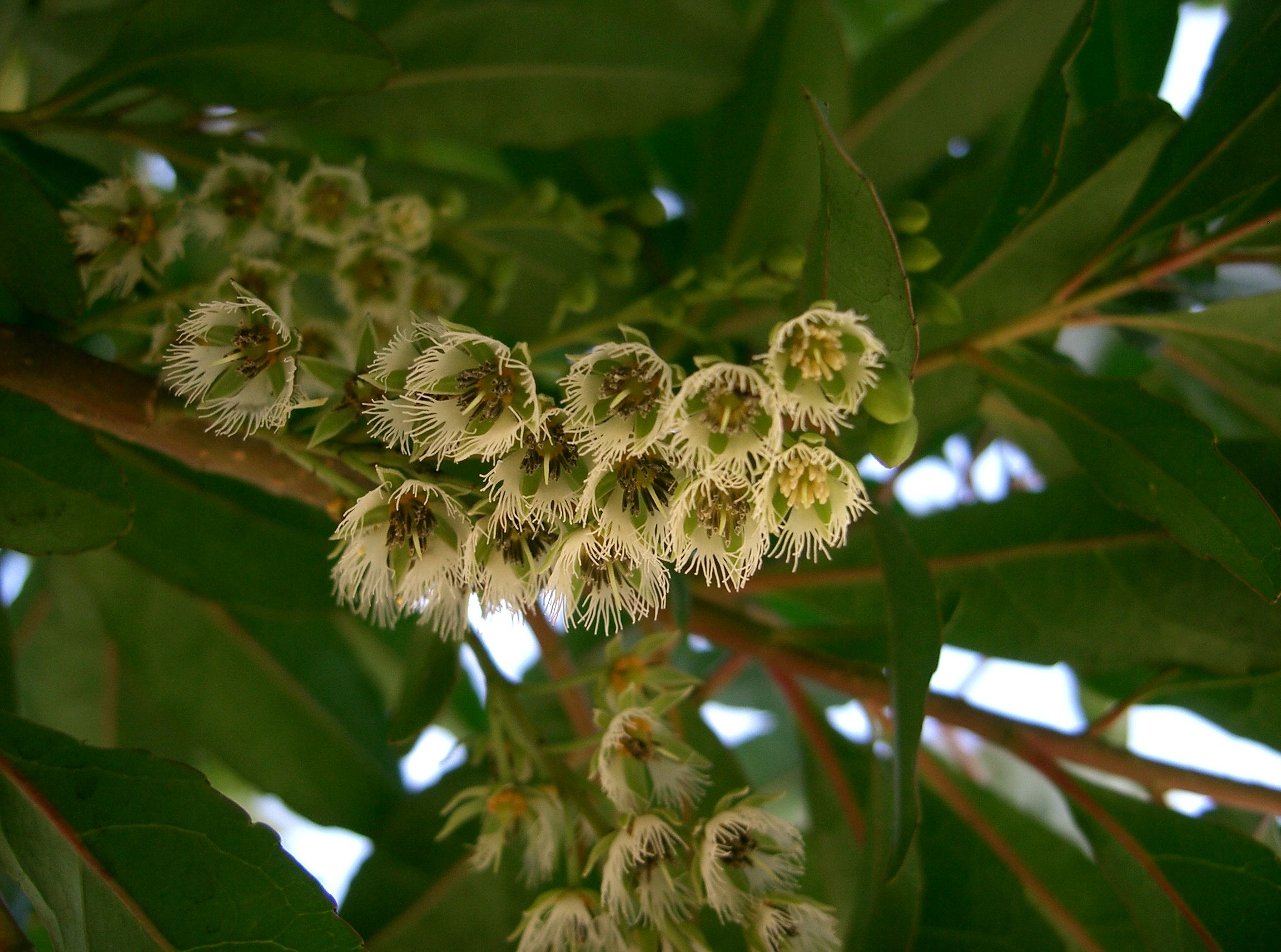
Blüten von Elaeocarpus sylvestris var. ellipticus

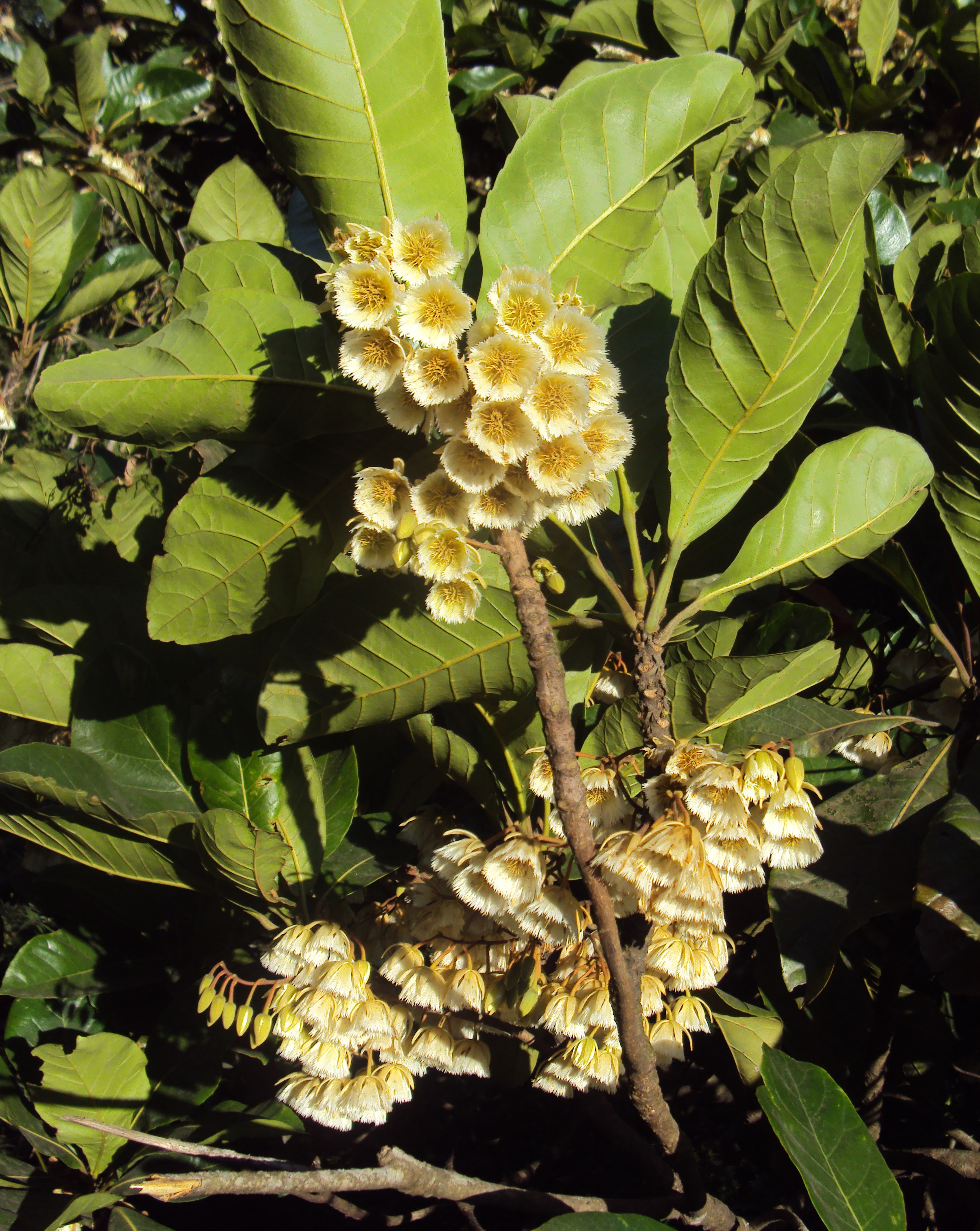
Elaeocarpus tuberculatus

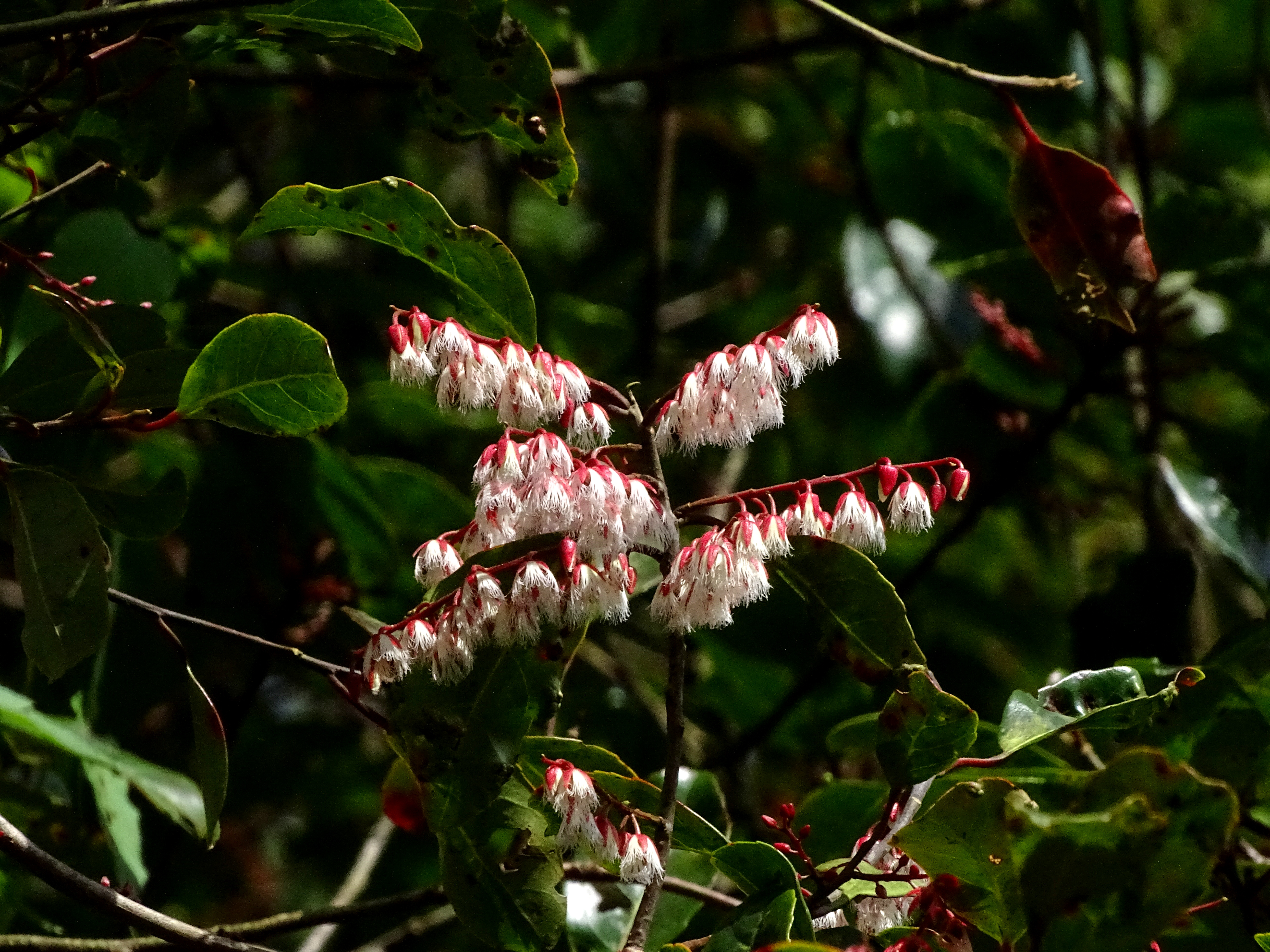
Elaeocarpus variabilis

Die Gattung Elaeocarpus enthält etwa 350 Arten:
- Elaeocarpus acmocarpus Stapf ex Weibel
- Elaeocarpus acmosepalus Stapf ex Ridl.
- Elaeocarpus acrantherus Merr.
- Elaeocarpus acronodia Mast.
- Elaeocarpus acuminatus Wall. ex Mast.
- Elaeocarpus adenopus Miq.
- Elaeocarpus affinis Merr.
- Elaeocarpus alaternoides Brongn. & Gris
- Elaeocarpus albiflorus Knuth
- Elaeocarpus alnifolius Baker
- Elaeocarpus altigenus Schltr.
- Elaeocarpus altisectus Schltr.
- Elaeocarpus amabilis Kaneh. & Hatus.
- Elaeocarpus amboinensis Merr.
- Elaeocarpus amoenus Thwaites
- Elaeocarpus ampliflorus A.C.Sm.
- Elaeocarpus amplifolius Schltr.
- Elaeocarpus angustifolius Blume
- Elaeocarpus angustipes Knuth
- Elaeocarpus apoensis Elmer
- Elaeocarpus arfakensis Schltr.
- Elaeocarpus argenteus Merr.
- Elaeocarpus arnhemicus F.Muell.
- Elaeocarpus atropunctatus H.T.Chang
- Elaeocarpus auricomus C.Y.Wu ex H.T.Chang
- Elaeocarpus austrosinicus H.T.Chang
- Elaeocarpus austroyunnanensis Hu
- Elaeocarpus azaleifolius Knuth
- Elaeocarpus bachmaensis Gagnep.
- Elaeocarpus badius Coode
- Elaeocarpus bakaianus Coode
- Elaeocarpus balabanii Weibel
- Elaeocarpus balansae DC.
- Elaeocarpus balgooyi Coode
- Elaeocarpus bancroftii F.Muell. & F.M.Bailey
- Elaeocarpus baramii Weibel
- Elaeocarpus barbulatus Knuth
- Elaeocarpus bataanensis Merr.
- Elaeocarpus batjanicus Warb. ex Knuth
- Elaeocarpus batudulangii Weibel
- Elaeocarpus batui Coode
- Elaeocarpus baudouini Brongn. & Gris
- Elaeocarpus beccarii DC.
- Elaeocarpus bellus Knuth
- Elaeocarpus bidupensis Gagnep.
- Elaeocarpus bifidus Hook. & Arn.
- Elaeocarpus biflorus Tirel
- Elaeocarpus bilobatus Schltr.
- Elaeocarpus bilongvinas Coode
- Elaeocarpus blascoi Weibel
- Elaeocarpus blepharoceras Schltr.
- Elaeocarpus bojeri R.E.Vaughan
- Elaeocarpus bonii Gagnep.
- Elaeocarpus bontocensis Merr.
- Elaeocarpus borealiyunnanensis H.T.Chang
- Elaeocarpus braceanus Watt ex C.B.Clarke
- Elaeocarpus brachypodus Guillaumin
- Elaeocarpus brachystachyus H.T.Chang
- Elaeocarpus bracteatus Kurz
- Elaeocarpus branderhorsti Pulle
- Elaeocarpus brigittae Coode
- Elaeocarpus brunneotomentosus Weibel
- Elaeocarpus brunnescens Knuth
- Elaeocarpus buderi Coode
- Elaeocarpus bullatus Tirel
- Elaeocarpus burebidensis Elmer
- Elaeocarpus burkii Coode
- Elaeocarpus calomala (Blanco) Merr.
- Elaeocarpus candollei Elmer
- Elaeocarpus capuronii Tirel
- Elaeocarpus carolinae B.Hyland & Coode
- Elaeocarpus carolinensis Koidz.
- Elaeocarpus cassinoides A.Gray
- Elaeocarpus castaneifolius Guillaumin
- Elaeocarpus celebesianus Baker f.
- Elaeocarpus celebicus Koord.
- Elaeocarpus cheirophorus Schltr.
- Elaeocarpus chelonimorphus Gillespie
- Elaeocarpus chewii Coode
- Elaeocarpus chinensis (Gardner & Champ.) Hook. f. ex Benth.
- Elaeocarpus chionanthus A.C.Sm.
- Elaeocarpus christophersenii A.C.Sm.
- Elaeocarpus chrysophyllus Merr.
- Elaeocarpus clementis Merr.
- Elaeocarpus clethroides Schltr.
- Elaeocarpus coactilus Gagnep.
- Elaeocarpus colnettianus Guillaumin
- Elaeocarpus coloides Schltr.
- Elaeocarpus compactus Schltr.
- Elaeocarpus comptonii Baker f.
- Elaeocarpus conoideus Knuth
- Elaeocarpus coodei Weibel
- Elaeocarpus coorangooloo J.F.Bailey & C.T.White
- Elaeocarpus corallococcus Tirel
- Elaeocarpus cordifolius Coode
- Elaeocarpus coriaceus Hook.
- Elaeocarpus corneri Weibel
- Elaeocarpus corsonianus G.Don
- Elaeocarpus costatus M.Taylor
- Elaeocarpus coumbouiensis Guillaumin
- Elaeocarpus crassinervatus Knuth
- Elaeocarpus crassus Coode
- Elaeocarpus crenulatus Knuth
- Elaeocarpus cristatus Coode
- Elaeocarpus cruciatus Corner
- Elaeocarpus cuernosensis Elmer
- Elaeocarpus culminicola Warb.
- Elaeocarpus cumingii Turcz.
- Elaeocarpus cuneifolius Schltr.
- Elaeocarpus cupreus Merr.
- Elaeocarpus curranii Merr.
- Elaeocarpus dallmannensis Kaneh. & Hatus.
- Elaeocarpus darlacensis Gagnep.
- Elaeocarpus dasycarpus A.C.Sm.
- Elaeocarpus de-bruynii O.C.Schmidt
- Elaeocarpus degenerianus A.C.Sm.
- Elaeocarpus densiflorus Knuth
- Elaeocarpus dentatus (J.R.Forst. & G.Forst.) Vahl
- Elaeocarpus dewildei Weibel
- Elaeocarpus dictyophlebius Merr.
- Elaeocarpus dinagatensis Merr.
- Elaeocarpus divaricativenus Kaneh. & Hatus.
- Elaeocarpus dognyensis Guillaumin
- Elaeocarpus dolichobotrys Merr.
- Elaeocarpus dolichodactylus Schltr.
- Elaeocarpus dolichostylus Schltr.
- Elaeocarpus dubius DC.
- Elaeocarpus duclouxii Gagnep.
- Elaeocarpus elaeagnoides Gilli
- Elaeocarpus elatus A.C.Sm.
- Elaeocarpus elliffii B.Hyland & Coode
- Elaeocarpus elmeri DC.
- Elaeocarpus erdinii Coode
- Elaeocarpus eriobotryoides Ridl.
- Elaeocarpus eumundi F.M.Bailey
- Elaeocarpus euneurus Stapf ex Ridl.
- Elaeocarpus eymae Coode
- Elaeocarpus fairchildii Merr.
- Elaeocarpus fengjieensis P.C.Tuan
- Elaeocarpus ferrugineus (Jacq.) Steud.
- Elaeocarpus ferruginiflorus C.T.White
- Elaeocarpus filiformidentatus Knuth
- Elaeocarpus finisterrae Schltr.
- Elaeocarpus firmus Knuth
- Elaeocarpus flavescens Schltr.
- Elaeocarpus fleuryi A.Chev. ex Gagnep.
- Elaeocarpus floresii Weibel
- Elaeocarpus floribundoides H.T.Chang
- Elaeocarpus floribundus Blume
- Elaeocarpus floridanus Hemsl.
- Elaeocarpus forbesii Merr.
- Elaeocarpus foveolatus F.Muell.
- Elaeocarpus foxworthyi Merr.
- Elaeocarpus fraseri Coode
- Elaeocarpus fruticosus Roxb.
- Elaeocarpus fulgens A.C.Sm.
- Elaeocarpus fulvus Elmer
- Elaeocarpus fuscoides Knuth
- Elaeocarpus fuscus Schltr.
- Elaeocarpus gagnepainii Merr.
- Elaeocarpus gambutanus Coode
- Elaeocarpus gammillii Knuth
- Elaeocarpus gardneri Coode
- Elaeocarpus gaussenii Weibel
- Elaeocarpus geminiflorus Brongn. & Gris
- Elaeocarpus gibbonii Schltr.
- Elaeocarpus gigantifolius Elmer
- Elaeocarpus gillespieanus A.C.Sm.
- Elaeocarpus gitingensis Elmer
- Elaeocarpus glaber Blume
- Elaeocarpus glaberrimus Knuth
- Elaeocarpus glabripetalus Merr.
- Elaeocarpus glandulifer (Hook.) Mast.
- Elaeocarpus gordonii Tirel
- Elaeocarpus graeffei Seem.
- Elaeocarpus grahamii F.Muell.
- Elaeocarpus grandiflorus Sm.
- Elaeocarpus griffithii (Wight) A.Gray
- Elaeocarpus griseopuberulus Merr.
- Elaeocarpus grumosus Gagnep.
- Elaeocarpus guillaumii Vieill.
- Elaeocarpus gummatus Guillaumin
- Elaeocarpus gustaviifolius Knuth
- Elaeocarpus gymnogynus H.T.Chang
- Elaeocarpus habbemensis A.C.Sm.
- Elaeocarpus hainanensis Oliv.
- Elaeocarpus halconensis Merr.
- Elaeocarpus hallieri Weibel
- Elaeocarpus harmandii Pierre
- Elaeocarpus hartleyi Weibel
- Elaeocarpus harunii Coode
- Elaeocarpus hayatae Kaneh. & Sasaki
- Elaeocarpus hebecarpus Kaneh. & Hatus.
- Elaeocarpus hedyosmus Zmarzty
- Elaeocarpus heinrichii Knuth
- Elaeocarpus heptadactyloides Weibel
- Elaeocarpus heptadactylus Schltr.
- Elaeocarpus hildebrandtii Baill.
- Elaeocarpus hochreutineri Weibel
- Elaeocarpus holopetalus F.Muell.
- Elaeocarpus holosericeus Blume ex Koord. & Valeton
- Elaeocarpus homalioides Schltr.
- Elaeocarpus hookerianus Raoul
- Elaeocarpus hortensis Guillaumin
- Elaeocarpus hosei Merr.
- Elaeocarpus howii Merr. & Chun
- Elaeocarpus hygrophilus Kurz
- Elaeocarpus hypadenus Miq.
- Elaeocarpus ilocanus Merr.
- Elaeocarpus indochinensis Merr.
- Elaeocarpus inopinatus Coode
- Elaeocarpus inopportunus Coode
- Elaeocarpus insignis Ridl.
- Elaeocarpus integrifolius Lam.
- Elaeocarpus integripetalus Miq.
- Elaeocarpus isotrichus Fern.-Vill.
- Elaeocarpus jacobsii Coode
- Elaeocarpus japonicus Sieb.
- Elaeocarpus joga Merr.
- Elaeocarpus johnsonii F.Muell. ex C.T.White
- Elaeocarpus jugahanus Coode
- Elaeocarpus kaalensis Däniker
- Elaeocarpus kajewskii Guillaumin
- Elaeocarpus kalabitii Weibel
- Elaeocarpus kambi Gibbs
- Elaeocarpus kaniensis Schltr.
- Elaeocarpus kasiensis A.C.Sm.
- Elaeocarpus kerstingianus Schltr.
- Elaeocarpus kinabaluensis Knuth
- Elaeocarpus kirtonii F.Muell. ex F.M.Bailey
- Elaeocarpus kjellbergii Coode
- Elaeocarpus knuthii Merr.
- Elaeocarpus kontumensis Gagnep.
- Elaeocarpus kostermansii Weibel
- Elaeocarpus kraengensis Knuth
- Elaeocarpus kusaiensis Kaneh.
- Elaeocarpus kusanoi Koidz.
- Elaeocarpus kwangsiensis H.T.Chang
- Elaeocarpus lacunosus Wall. ex Kurz
- Elaeocarpus lagunensis Knuth
- Elaeocarpus lanceifolius Roxb.
- Elaeocarpus lancistipulatus Coode
- Elaeocarpus lanipae Weibel
- Elaeocarpus laoticus Gagnep.
- Elaeocarpus largiflorens C.T.White
- Elaeocarpus latescens F.Muell.
- Elaeocarpus laurifolius A.Gray
- Elaeocarpus lawasii Weibel
- Elaeocarpus laxirameus Elmer
- Elaeocarpus le-ratii Schltr.
- Elaeocarpus ledermannii Schltr.
- Elaeocarpus leopoldii Weibel
- Elaeocarpus lepidus A.C.Sm.
- Elaeocarpus leucanthus A.C.Sm.
- Elaeocarpus leytensis Merr.
- Elaeocarpus limitaneioides Y.Tang
- Elaeocarpus limitaneus Hand.-Mazz.
- Elaeocarpus linearifolius Knuth
- Elaeocarpus lingualis Knuth
- Elaeocarpus linnaei Coode
- Elaeocarpus linsmithii Guymer
- Elaeocarpus longifolius Blume
- Elaeocarpus longlingensis Y.C.Hsu & Y.Tang
- Elaeocarpus luteolignum Coode
- Elaeocarpus luteolus A.C.Sm.
- Elaeocarpus luzonicus Merr.
- Elaeocarpus macdonaldii F.Muell.
- Elaeocarpus macranthus Merr.
- Elaeocarpus macrocarpus Miq.
- Elaeocarpus macrocerus (Turcz.) Merr.
- Elaeocarpus macrophyllus Blume
- Elaeocarpus macropus Warb. ex Knuth
- Elaeocarpus magnifolius Christoph.
- Elaeocarpus mallotoides Schltr.
- Elaeocarpus mamasii Weibel
- Elaeocarpus mandiae Coode
- Elaeocarpus maquilingensis Elmer
- Elaeocarpus marafunganus Coode
- Elaeocarpus marginatus Stapf ex Weibel
- Elaeocarpus mastersii King
- Elaeocarpus medioglaber Gagnep.
- Elaeocarpus megacarpus Elmer
- Elaeocarpus melochioides A.C.Sm.
- Elaeocarpus merrittii Merr.
- Elaeocarpus micranthus Teijsm. & Binn.
- Elaeocarpus microphyllus Elmer
- Elaeocarpus miegei Weibel
- Elaeocarpus millarii Weibel
- Elaeocarpus milnei Seem.
- Elaeocarpus mindanaensis Merr.
- Elaeocarpus mindoroensis Knuth
- Elaeocarpus mingendensis Gilli
- Elaeocarpus miquelii Hochr.
- Elaeocarpus miriensis Weibel
- Elaeocarpus mollis Merr.
- Elaeocarpus monocera Cav.
- Elaeocarpus montanus Thwaites
- Elaeocarpus moratii Tirel
- Elaeocarpus multiflorus (Turcz.) Fern.-Vill.
- Elaeocarpus multinervosus Knuth
- Elaeocarpus multisectus Schltr.
- Elaeocarpus muluensis Weibel
- Elaeocarpus munroii Mast.
- Elaeocarpus murudensis Merr.
- Elaeocarpus murukkai Coode
- Elaeocarpus musseri Coode
- Elaeocarpus mutabilis Weibel
- Elaeocarpus myrmecophilus A.C.Sm.
- Elaeocarpus myrtoides A.C.Sm.
- Elaeocarpus nanus Corner
- Elaeocarpus neobritannicus Coode
- Elaeocarpus nervosus Elmer
- Elaeocarpus nitentifolius Merr. & Chun
- Elaeocarpus nitidulus Knuth
- Elaeocarpus nitidus Jack
- Elaeocarpus nodosus Baker f.
- Elaeocarpus nooteboomii Coode
- Elaeocarpus nouhuysii Koord.
- Elaeocarpus nubigenus Schltr.
- Elaeocarpus oblongilimbus H.T.Chang
- Elaeocarpus oblongus Gaertn.
- Elaeocarpus obovatus G.Don
- Elaeocarpus obtusus Blume
- Elaeocarpus occidentalis Tirel
- Elaeocarpus octantherus DC.
- Elaeocarpus octopetalus Merr.
- Elaeocarpus oriomensis Weibel
- Elaeocarpus orohensis Schltr.
- Elaeocarpus ovalis Miq.
- Elaeocarpus ovigerus Brongn. & Gris
- Elaeocarpus pachyanthus Schltr.
- Elaeocarpus pachydactylus Schltr.
- Elaeocarpus pachyophrys Warb.
- Elaeocarpus pagonensis Coode
- Elaeocarpus palembanicus (Miq.) Corner
- Elaeocarpus parviflorus Span.
- Elaeocarpus parvilimbus Merr.
- Elaeocarpus pedunculatus Wall. ex Mast.
- Elaeocarpus pendulus Merr.
- Elaeocarpus pentadactylus Schltr.
- Elaeocarpus perrieri Tirel
- Elaeocarpus petelotii Merr.
- Elaeocarpus petiolatus (Jacq.) Wall.
- Elaeocarpus philippinensis Warb.
- Elaeocarpus photiniifolia Hook. & Arn.
- Elaeocarpus pierrei Koord. & Valeton
- Elaeocarpus piestocarpus Schltr.
- Elaeocarpus pinosukii Weibel
- Elaeocarpus pittosporoides A.C.Sm.
- Elaeocarpus poculifer A.C.Sm.
- Elaeocarpus poilanei Gagnep.
- Elaeocarpus polyandrus A.C.Sm.
- Elaeocarpus polyanthus Ridl.
- Elaeocarpus polycarpus Stapf ex Ridl.
- Elaeocarpus polydactylus Schltr.
- Elaeocarpus polystachyus Wall. ex Müll.Berol.
- Elaeocarpus praeclarus A.C.Sm.
- Elaeocarpus prafiensis Weibel
- Elaeocarpus prunifolioides Hu
- Elaeocarpus prunifolius Wall. ex Müll.Berol.
- Elaeocarpus pseudopaniculatus Corner
- Elaeocarpus ptilanthus Schltr.
- Elaeocarpus pulchellus Brongn. & Gris
- Elaeocarpus pullenii Weibel
- Elaeocarpus punctatus Wall. ex Mast.
- Elaeocarpus purus Coode
- Elaeocarpus pycnanthus A.C.Sm.
- Elaeocarpus pyriformis A.Gray
- Elaeocarpus quadratus C.E.C.Fisch.
- Elaeocarpus ramosii Knuth
- Elaeocarpus recurvatus Corner
- Elaeocarpus renae Coode
- Elaeocarpus resinosus Blume
- Elaeocarpus retakensis Coode
- Elaeocarpus reticosus Ridl.
- Elaeocarpus reticulatus Sm.
- Elaeocarpus rigidus Ridl.
- Elaeocarpus rivularis Gagnep.
- Elaeocarpus roseiflorus A.C.Sm.
- Elaeocarpus roseoalbus Schltr.
- Elaeocarpus roslii Coode
- Elaeocarpus rotundifolius Brongn. & Gris
- Elaeocarpus royenii Weibel
- Elaeocarpus rubescens Weibel
- Elaeocarpus rubidus Kaneh.
- Elaeocarpus rufovestitus Baker
- Elaeocarpus rugosus Roxb. ex G.Don
- Elaeocarpus ruminatus F.Muell.
- Elaeocarpus rumphii Merr.
- Elaeocarpus rutengii Weibel
- Elaeocarpus sadikanensis Knuth
- Elaeocarpus salicifolius King
- Elaeocarpus sallehianus Ng
- Elaeocarpus samari Weibel
- Elaeocarpus sarcanthus Schltr.
- Elaeocarpus sayeri F.Muell.
- Elaeocarpus schlechteri Knuth
- Elaeocarpus schlechterianus A.C.Sm.
- Elaeocarpus schmutzii Weibel
- Elaeocarpus schoddei Weibel
- Elaeocarpus sebastianii Weibel
- Elaeocarpus sedentarius Maynard & Crayn
- Elaeocarpus sepikanus Schltr.
- Elaeocarpus seramicus Coode
- Elaeocarpus sericoloides A.C.Sm.
- Elaeocarpus sericopetalus F.Muell.
- Elaeocarpus seringii Montrouz.
- Elaeocarpus serratus L.
- Elaeocarpus sikkimensis Mast.
- Elaeocarpus simaluensis Weibel
- Elaeocarpus simplex Kurz
- Elaeocarpus spathulatus Brongn. & Gris
- Elaeocarpus speciosus Brongn. & Gris
- Elaeocarpus sphaerocarpus H.T.Chang
- Elaeocarpus stapfianus Gagnep.
- Elaeocarpus stellaris L.S.Sm.
- Elaeocarpus sterrophyilus Schltr.
- Elaeocarpus steupii Coode
- Elaeocarpus stipularis Blume
- Elaeocarpus storckii Seem.
- Elaeocarpus subcapitatus Gillespie
- Elaeocarpus subisensis Coode
- Elaeocarpus sublucidus Knuth
- Elaeocarpus submonoceras Miq.
- Elaeocarpus subpetiolatus H.T.Chang
- Elaeocarpus subpuberus Miq.
- Elaeocarpus subserratus Baker
- Elaeocarpus subvillosus Arn.
- Elaeocarpus surigaensis Merr.
- Elaeocarpus sylvestris (Lour.) Poir.
- Elaeocarpus symingtonii Ng
- Elaeocarpus takolensis Coode
- Elaeocarpus taprobanicus Zmarzty
- Elaeocarpus tariensis Weibel
- Elaeocarpus tectonifolius Ridl.
- Elaeocarpus tectorius (Lour.) Poir.
- Elaeocarpus terminalioides Schltr.
- Elaeocarpus teysmannii Koord. & Valeton
- Elaeocarpus thelmae B.Hyland & Coode
- Elaeocarpus thorelii Pierre
- Elaeocarpus timikensis Coode
- Elaeocarpus timorensis Knuth
- Elaeocarpus tjerengii Weibel
- Elaeocarpus tonganus Burkill
- Elaeocarpus toninensis Baker f.
- Elaeocarpus tonkinensis DC.
- Elaeocarpus tremulus Tirel & McPherson
- Elaeocarpus treubii Hochr.
- Elaeocarpus trichopetalus Merr. & Quisumb.
- Elaeocarpus trichophyllus A.C.Sm.
- Elaeocarpus triflorus Merr.
- Elaeocarpus truncatus Weibel
- Elaeocarpus tuasivicus Christoph.
- Elaeocarpus tuberculatus Roxb.
- Elaeocarpus ulianus Christoph.
- Elaeocarpus undulatus Warb.
- Elaeocarpus urophyllus Merr. & Quisumb.
- Elaeocarpus vaccinioides F.Muell. ex Brongn. & Gris
- Elaeocarpus valetonii Hochr.
- Elaeocarpus validus Knuth
- Elaeocarpus variabilis Zmarzty
- Elaeocarpus varunua Buch.-Ham. ex Mast.
- Elaeocarpus venosus C.B.Rob.
- Elaeocarpus verheijenii Weibel
- Elaeocarpus verruculosus DC.
- Elaeocarpus versicolor Elmer
- Elaeocarpus verticillatus Elmer
- Elaeocarpus vieillardii Brongn. & Gris
- Elaeocarpus viguieri Gagnep.
- Elaeocarpus vitiensis Gillespie
- Elaeocarpus weibeliana Tirel
- Elaeocarpus whartonensis A.C.Sm.
- Elaeocarpus williamsianus Guymer
- Elaeocarpus womersleyi Weibel
- Elaeocarpus wrayi King
- Elaeocarpus xanthodactylus A.C.Sm.
- Elaeocarpus yateensis Guillaumin
- Elaeocarpus zambalensis Elmer
- Elaeocarpus zeylanicus (Arn.) Mast.

## Nutzung
Einige Elaeocarpus-Arten liefern essbare Früchte.
Die medizinischen Wirkungen einiger Arten wurde untersucht.
Das Holz von E. reticulatus und E. lanceaefolius wird genutzt. Aus der Borke von E. dentatus und E. hookerianus wird ein blau-schwarzer Farbstoff und Tannin gewonnen.